# الحضن (قفل شمر)

تعديل مصدري - تعديل

الحضن هي إحدى قرى عزلة المخلاف بمديرية قفل شمر التابعة لمحافظة حجة، بلغ تعداد سكانها 73 نسمة حسب تعداد اليمن لعام 2004.